# جو هالدمان
جو هالدمان (بالإنجليزية: Joe Haldeman) (9 يونيو 1943، أوكلاهوما سيتي في الولايات المتحدة)؛ كاتِب، سيناريست، صحفي وروائي أمريكي. درس في جامعة آيوا.

## الجوائز
- جائزة هوغو لأفضل رواية
- جائزة هوغو لأفضل قصة قصيرة
- جائزة هوغو لأفضل رواية قصيرة

## روابط خارجية
- جو هالدمان على موقع IMDb (الإنجليزية)
- جو هالدمان على موقع ميوزك برينز (الإنجليزية)
- جو هالدمان على موقع إن إن دي بي (الإنجليزية)
- جو هالدمان على موقع قاعدة بيانات الفيلم (الإنجليزية)